# Сюльбан (река)
Сюльба́н — река в Забайкальском крае России, правый приток Куанды.
Река берёт начало на хребте Кодар при слиянии рек Правый Сюльбан и Левый Сюльбан. Длина реки составляет 127 км, площадь водосбора — 1770 км². Продолжительность ледостава составляет 215—230 дней: ледяной покров обычно устанавливается в середине октября и разрушается в начале мая. Толщина льда достигает 205 см.